# Volley-ball handisport
Le volley-ball assis, para-volley-ball ou para-volley est un ensemble de disciplines dérivées du volley-ball qui est pratiqué par des handicapés moteurs. Il comprend plusieurs disciplines :
- le volley-ball debout ;
- le volley-ball assis ;
- le beach-volley debout ;
- le beach-volley assis ;

Le sport est régi au niveau international par World ParaVolley - WPV (anciennement Organisation mondiale de volleyball pour handicapés - WOVD), fédération de référence pour le Comité international paralympique. En France, la Fédération française de volley (FFVolley) a reçu la délégation le 31 décembre 2016 du ministère des Sports pour organiser la pratique du para-volley.

## Les différentes disciplines

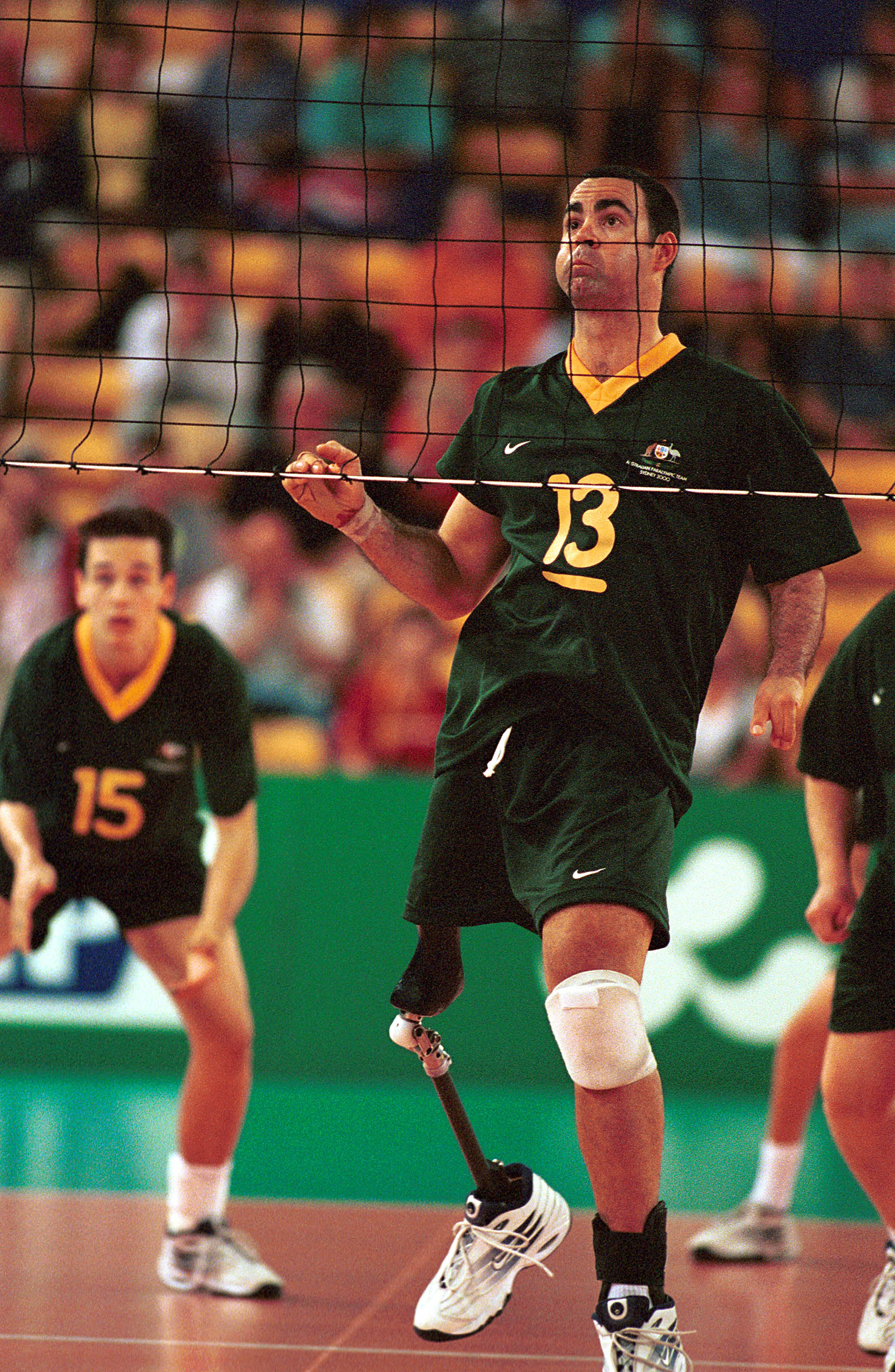
Le joueur australien Grant Prest lors d'un match de volley debout aux Jeux de 2000 à Sydney.

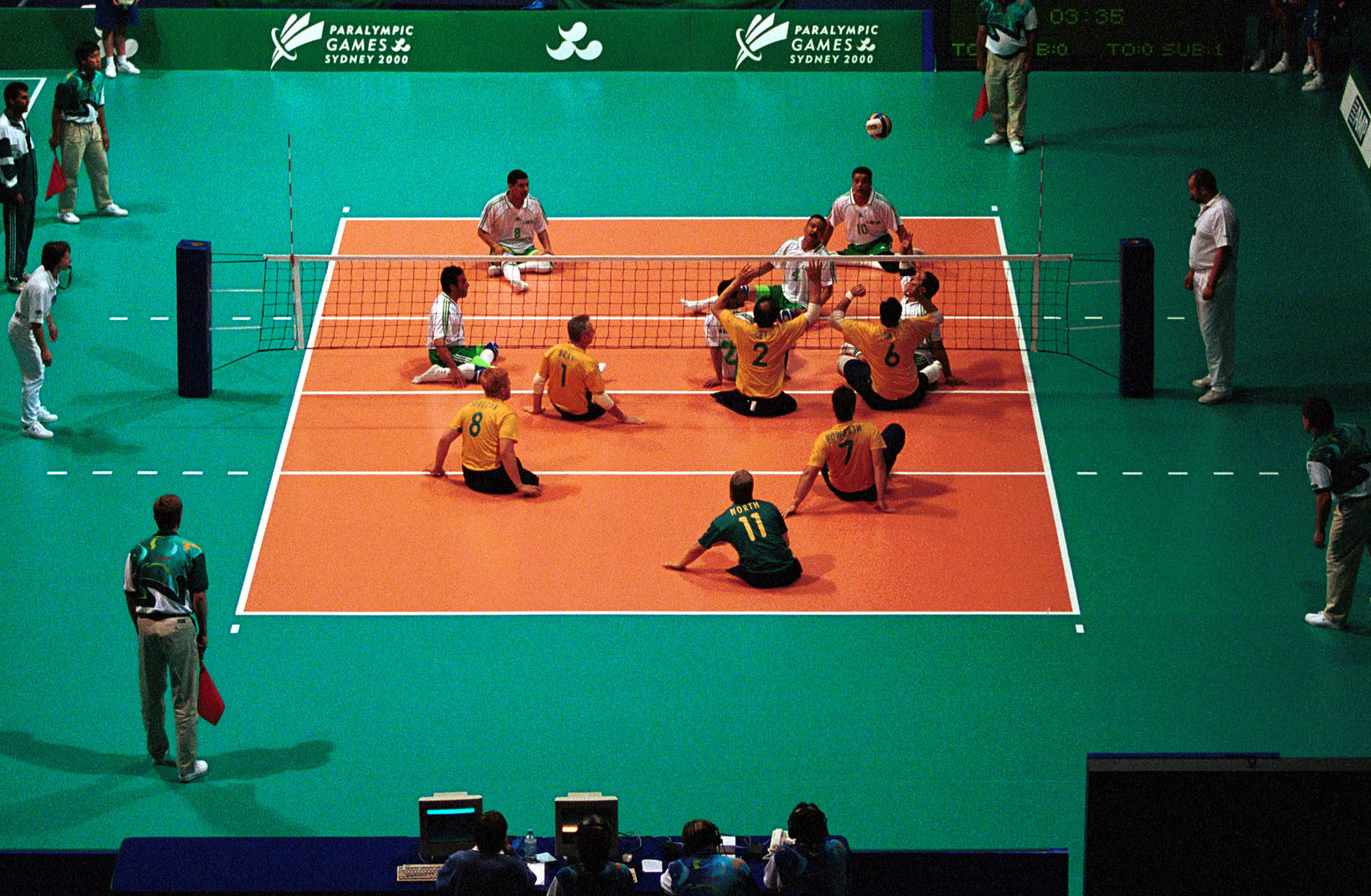
Australie contre Libye en volley assis aux Jeux de 2000 à Sydney.

### Volley-ball debout
Le volley-ball debout (standing volley-ball) a fait ses débuts paralympiques aux Jeux paralympiques de 1976  à Toronto (Canada) (pour les hommes). Il est retiré du programme des Jeux après les Jeux de 2000 à Sydney. Les règles sont les règles habituelles du volley-ball. La discipline est actuellement considérée comme secondaire par World ParaVolley et n'est plus développée par la fédération mondiale qui lui préfère le beach-volley debout.

### Volley-ball assis
Le volley-ball assis (sitting volley-ball) a fait ses débuts paralympiques aux Jeux paralympiques de 1980  à Arnhem (Pays-Bas) pour les hommes et aux Jeux de 2004 à Athènes pour les femmes. Le volley-ball assis se joue sur un terrain plus petit (10 m x 6 m) et un filet plus bas. Il se joue au meilleur des cinq manches, et le premier à atteindre 25 points remporte le match (15 au cinquième set). À tout moment, une partie du corps entre les fesses, le tronc ou les épaules doivent être en contact avec le sol et les contres de service sont autorisés. Les équipes sont composées de classes mixtes dans les épreuves masculines et féminines, avec six joueurs sur le terrain à la fois. La discipline est actuellement considérée comme prioritaire par World ParaVolley et se développe rapidement d'autant que c'est depuis 1980 une discipline paralympique.

### Beach-volley debout
Le beach-volley debout (beach paravolley) est basé sur le beach-volley adapté aux joueurs handicapés physiques. La discipline est actuellement considérée comme prioritaire par World ParaVolley et se développe fortement depuis les années 2000 notamment dans la zone Asie-Océanie.
Les règles sont adaptées du beach-volley fixées par la Fédération internationale de volley-ball et un système de classification promeut l'inclusivité du sport,. Le filet est fixé à 2,43 m pour les hommes et à 2,24 m pour les femmes. Des règles spéciales de temps mort existent pour les joueurs porteurs de prothèses.
Les sportifs sont classés en trois catégories :
| Catégorie | Observations |
| --------- | --- |
| A         | Handicap le moins sévère. L'athlète a des déficiences qui affectent de manière minimale les fonctions centrales du beach-paravolley et du volley-ball debout.                                                                      |
| B         | L'athlète a des déficiences qui affectent modérément les fonctions essentielles en beach-paravolley et en volley-ball debout. L'athlète a plus de déficiences que celui de la catégorie A, mais moins que celui de la catégorie C. |
| C         | Handicap le plus sévère. L'athlète présente des déficiences qui affectent de manière significative les fonctions centrales du beach-paravolley et du volley-ball debout.                                                           |

Chaque équipe est composée de trois joueurs présents sur le terrain. Il n'y a pas de remplaçant. Il y a au maximum un joueur de catégorie A dans l'équipe.
L'objectif de la fédération mondiale est de proposer en 2023 à l'ICP que la discipline soit incluse au programme des Jeux paralympiques de 2028 à Los Angeles.

### Volley-ball en fauteuil roulant

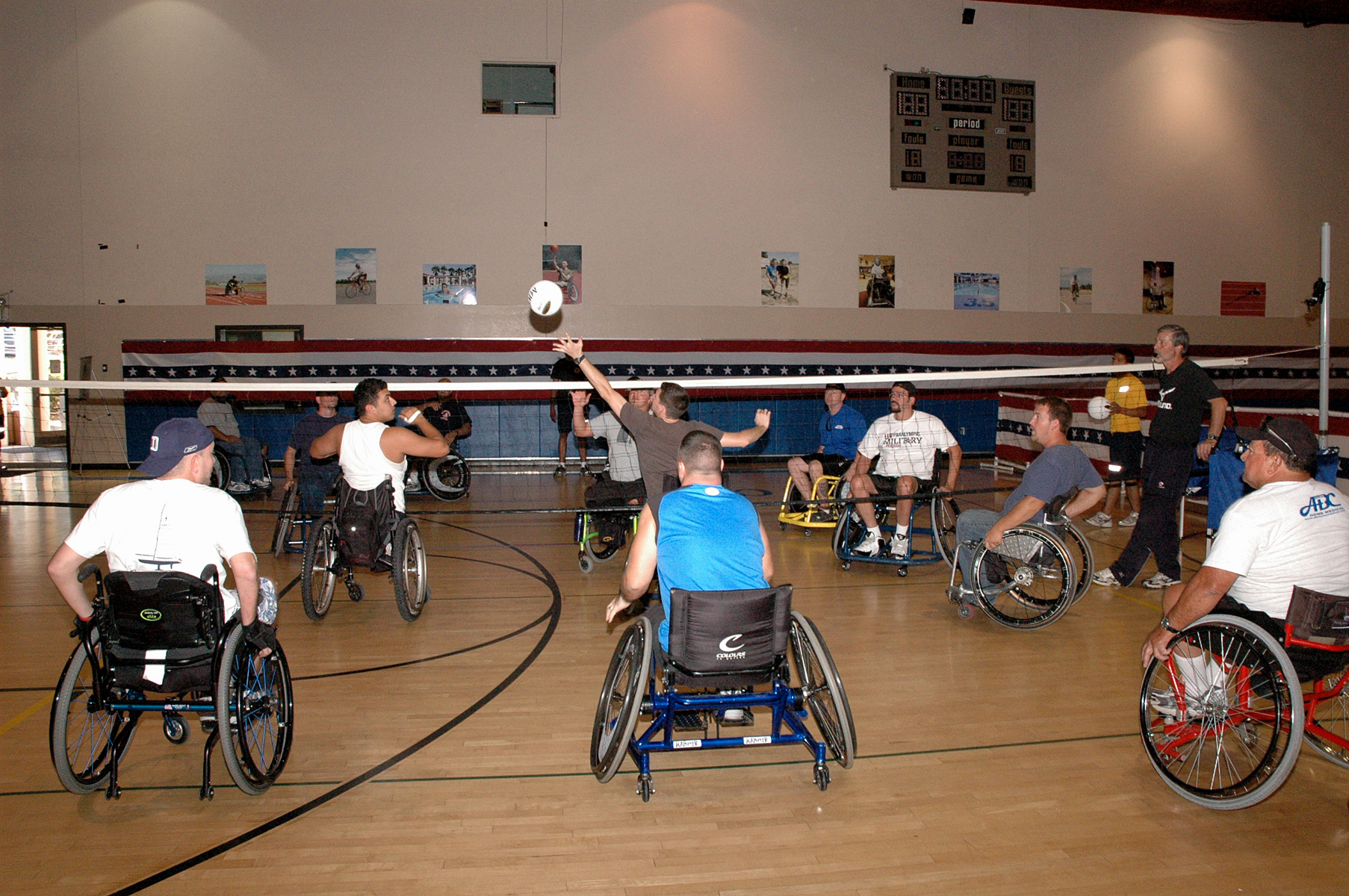
Match de volley-ball en fauteuil-roulant en 2008 entre militaires américains.

### Beach-volley assis
Le beach-volley assis (sitting beach volleyball) est basé sur le volley-ball assis et les règles du beach-volley de la FIVB. La discipline est actuellement considérée comme secondaire par World ParaVolley.
Comme en volley-ball assis, les sportifs sont classés en deux catégories, :
| Catégorie | Observations                                     |
| --------- | ------------------------------------------------ |
| VS1       | Athlète présentant des déficiences importantes.  |
| VS2       | Athlète présentant des déficiences moins graves. |

Chaque équipe est composée de trois joueurs présents sur le terrain. Il n'y a pas de remplaçant. Il y a au maximum un joueur de catégorie VS2 (anciennement MD) dans l'équipe.

### Volley-ball sourd
Le volley-ball sourd est régi au niveau international par le Comité international des sports des sourds (International Committee of Sports for the Deaf, ICSD).
Le volley-ball sourd fait partie des Deaflympics depuis 1969.

## Compétition
Le volley-ball debout a été sport paralympique depuis les Jeux de 1976 jusqu'au Jeux de 2000. La dernière compétition internationale date de 2011.
Le volley-ball assis est un sport paralympique depuis les Jeux paralympiques de 1980 pour les hommes et 2004 pour les femmes. Des championnats mondiaux et continentaux sont organisés depuis lors de manière périodique.
Le beach-volley debout est soutenu fortement par World ParaVolley. Des championnats du monde sont organisés régulièrement et la Fédération internationale souhaite qu'il devienne sport paralympique à partir des Jeux paralympiques de 2028 à Los Angeles.
Le volley-ball sourd fait partie des Deaflympics depuis 1969.